# Regimiento de Infantería 14 (Bolivia)
El Regimiento de Infantería 14 «Florida» es una unidad del Ejército de Bolivia dependiente del Quinta División del Ejército y con base en San Matías. Fue creado el 16 de noviembre de 1980. Es también centro de reclutamiento de conscriptos.
En los años noventa, el RI-14 formaba parte de la 2.ª División.